# Каралазургер
Каралазургер — река в России, протекает в Чародинском районе Республики Дагестан. Длина реки составляет 32 км. Площадь водосборного бассейна — 278 км².
Начинается на склоне горы Салмадулкутля, от истока течёт сначала на запад, потом поворачивает по дуге на север и восток. Устье реки находится в 47 км по левому берегу реки Каракойсу на высоте 1274 метра над уровнем моря.
На реке стоят сёла Гочоб, Урух-Сота, Сачада, Сумета, Цулда, Утлух, Тлярош, Гончада и Чарода.
Основной приток — река Гоцалдеер, впадает справа.

## Данные водного реестра
По данным государственного водного реестра России относится к Западно-Каспийскому бассейновому округу, водохозяйственный участок реки — Сулак от истока до Чиркейского гидроузла. Речной бассейн реки — Терек.
Код объекта в государственном водном реестре — 07030000112109300001114.